# Katxkanar
Katxkanar (en rus Качканар) és una ciutat de l'óblast de Sverdlovsk, a Rússia. Està situada entre els rius Isa i Viya, a 205 km al nord de Iekaterinburg. El 2010 la seva població tenia 42.563 habitants.

## Història
Katxkanar fou fundada el 1957 com a centre d'explotació miner. VA rebre l'estatus d'assentament de tipus urbà el 1959 i el de ciutat el 1968.

## Geografia
La ciutat de Katxkanar està situada al sud-est del massís de la muntanya de Katxkanar. La muntanya homònima, al nord dels Urals Centrals, arriba als 878 metres damunt del nivell del mar.

## Demografia
| 1959  | 1970   | 1979   | 1989   | 2002   | 2008   |
| ----- | ------ | ------ | ------ | ------ | ------ |
| 4.000 | 33.000 | 41.300 | 48.500 | 44.700 | 43.100 |

## Economia

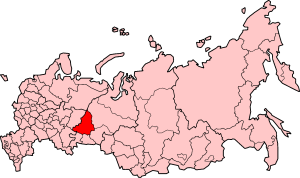
La província a Rússia

La principal activitat econòmica de la ciutat és l'explotació d'una mina de ferro pel complex OAO Vanadi (ОАО Ванадий).
També té dipòsits de titani i magnetita.

## Transports
A la ciutat de Katxkanar hi ha l'estació terminal de la línia de ferrocarril Perm-Goroblagodàtskaia. És una línia de 44 km que l'acosta a la línia de ferrocarril principal Perm-Nijni Taguil-Iekaterinburg.
L'aeroport internacional més proper a Katxkanar és l'aeroport Bolxoie Sàvino, de Perm, a 218 km. L'aeroport internacional Koltsovo de Iekaterinburg està a 229 km del centre de la ciutat.